# Фахр ед-Дін Ахмет
Фахр ед-Дін Ахмет (тур. Fahreddin Ahmed Bey; д/н — 1350) — 9-й бей Караманідів в 1349—1350 роках. Відомий також як Ахмет-бей.

## Життєпис
Син Ібрагім-бея. Дата народження невідома. 1328 року отримав від батька в керування Конью, яку було захоплено 1327 року. Остаточно закріпив владу над цим містом за Караманідами.
Зберіг владу над Коньєю навіть після повалення батька. 1342 або 1343 року допоміг новою бею Халілу, що був стрийком Ахмета, захопити Ерменаке. 1349 року стає співправителем батька, що 1348 року повернув собі повну владу над бейліком Караманідів. 1350 року після смерті батька став одноосібним правителем. Втім загинув у протистоянні з монголами. Йому спадкував брат Шемс ед-Дін.